# Copa Centro-Oeste 1999
Die Copa Centro-Oeste 1999 ist ein ehemaliger brasilianischer Fußballwettbewerb. Dieser wurde vom nationalen Verband CBF organisiert und fand vom 23. Januar bis 12. Mai 1999 statt.
Das Turnier eines von mehreren regionalen Turnieren. Es diente der Ermittlung eines Teilnehmers für die Copa Conmebol 1999. An dieser sollten der Sieger teilnehmen. Der Sieger des Turniers, Cruzeiro EC, nahm dann jedoch an der Austragung des Copa Mercosur 1999 teil und der zweitplatzierte, der Vila Nova FC, startete beim Copa Conmebol.

## Teilnehmer
Die 14 Teilnehmer kamen aus den Bundesstaaten Distrito Federal do Brasil, Espírito Santo, Goiás, Mato Grosso, Mato Grosso do Sul, Minas Gerais und Tocantins. Dieses waren:
| Bundesstaat        | Klub             |
| ------------------ | ---------------- |
| Distrito Federal   | SE Gama          |
| Distrito Federal   | CR Guará         |
| Espírito Santo     | Linhares FC      |
| Espírito Santo     | AA São Mateus    |
| Goiás              | Vila Nova FC     |
| Mato Grosso        | Operário FC (MT) |
| Mato Grosso        | Sinop FC         |
| Mato Grosso do Sul | Ivinhema FC      |
| Mato Grosso do Sul | Ubiratan EC      |
| Minas Gerais       | América Mineiro  |
| Minas Gerais       | Atlético Mineiro |
| Minas Gerais       | Cruzeiro EC      |
| Minas Gerais       | Villa Nova AC    |
| Tocantins          | Interporto FC    |

## Qualifizierungsrunde
In der Qualifizierungsrunde mussten zunächst die Klubs aus den vermeintlich schwächeren Verbänden Distrito Federal, Espírito Santo, Mato Grosso und Matto Grosso do Sul ihren Teilnehmer ausspielen.
Distrito Federal
| Datum       |         | Gesamt |          | Hinspiel | Rückspiel |
| ----------- | ------- | ------ | -------- | -------- | --------- |
| 24.1./31.1. | SE Gama | 6:0    | CR Guará | 1:0      | 5:0       |

Espírito Santo
| Datum       |               | Gesamt |             | Hinspiel | Rückspiel |
| ----------- | ------------- | ------ | ----------- | -------- | --------- |
| 24.1./31.1. | AA São Mateus | 2:1    | Linhares FC | 1:0      | 1:1       |

Mato Grosso
| Datum       |          | Gesamt |             | Hinspiel | Rückspiel |
| ----------- | -------- | ------ | ----------- | -------- | --------- |
| 23.1./27.1. | Sinop FC | 3:6    | Operário FC | 1:3      | 2:1       |

Sinop traf mit Operário eine finanzielle Vereinbarung um alle Spiele Zuhause austragen zu können.
Nachdem nur die Anzahl der erzielten Punkte aus den Spielen zur Wertung kam, wurde der Sieger in einem Entscheidungsspiel ausgespielt. Dieses fand am 31. Januar statt und entschied Operário mit 2:0 für sich.
Mato Grosso do Sul
| Datum       |             | Gesamt |             | Hinspiel | Rückspiel |
| ----------- | ----------- | ------ | ----------- | -------- | --------- |
| 24.1./31.1. | Ivinhema FC | 4:2    | Ubiratan EC | 0:1      | 2:1       |

Das Hinspiel endete mit 1:0 für den Ivinhema FC, wurde aber als Sieg mit 1:0 für den Ubiratan EC gewertet, nachdem Ivinhema einen Spieler irregulär einsetzte.
Nachdem nur die Anzahl der erzielten Punkte aus den Spielen zur Wertung kam, wurde der Sieger in einem Entscheidungsspiel ausgespielt. Dieses fand am 5. Februar statt und entschied der Ivinhema FC mit 2:0 für sich.

### Gruppe A
| Pl. | Verein        | Sp. | S | U | N | Tore    | Diff. | Punkte |
| --- | ------------- | --- | - | - | - | ------- | ----- | ------ |
| 1.  | Operário FC   | 4   | 2 | 2 | 0 | 008:200 | +6    | 08     |
| 2.  | AA São Mateus | 4   | 1 | 3 | 0 | 010:200 | +8    | 06     |
| 3.  | Ivinhema FC   | 4   | 0 | 1 | 3 | 002:160 | −14   | 01     |

|  | Qualifiziert für das Halbfinale |

| Datum       | Stadion                     | Heimmannschaft | Ergebnis | Gastmannschaft |
| ----------- | --------------------------- | -------------- | -------- | -------------- |
| 7. Februar  | Estádio Luiz Saraiva Vieira | Ivinhema FC    | 0:4      | Operário FC    |
| 21. Februar | Estádio Luiz Saraiva Vieira | Ivinhema FC    | 1:1      | AA São Mateus  |
| 24. Februar | Estádio José Fragelli       | Operário FC    | 1:1      | AA São Mateus  |
| 4. März     | Estádio José Fragelli       | Operário FC    | 3:0      | Ivinhema FC    |
| 17. März    | Estádio do Sernamby         | AA São Mateus  | 0:0      | Operário FC    |
| 24. März    | Estádio do Sernamby         | AA São Mateus  | 8:0      | Ivinhema FC    |

### Gruppe B
| Pl. | Verein        | Sp. | S | U | N | Tore    | Diff. | Punkte |
| --- | ------------- | --- | - | - | - | ------- | ----- | ------ |
| 1.  | Vila Nova FC  | 4   | 3 | 1 | 0 | 010:500 | +5    | 10     |
| 2.  | SE Gama       | 4   | 2 | 1 | 1 | 006:200 | +4    | 07     |
| 3.  | Interporto FC | 4   | 0 | 0 | 4 | 001:140 | −13   | 0      |

|  | Qualifiziert für das Halbfinale |

| Datum       | Stadion                        | Heimmannschaft | Ergebnis | Gastmannschaft |
| ----------- | ------------------------------ | -------------- | -------- | -------------- |
| 7. Februar  | Estádio Serra Dourada          | Vila Nova FC   | 1:0      | SE Gama        |
| 10. Februar | Estádio General Sampaio        | Interporto FC  | 0:3      | SE Gama        |
| 13. Februar | Estádio General Sampaio        | Interporto FC  | 1:6      | Vila Nova FC   |
| 10. März    | Estádio Serra Dourada          | Vila Nova FC   | 3:0      | Interporto FC  |
| 12. März    | Estádio Walmir Campelo Bezerra | SE Gama        | 2:0      | Interporto FC  |
| 8. April    | Estádio Walmir Campelo Bezerra | SE Gama        | 1:1      | Vila Nova FC   |

### Gruppe C
In der Gruppe C spielten ausschließlich Klubs aus Minas Gerais. Als Besonderheit wurden alle Partien eines Spieltages am selben Tag im selben Stadion, dem Estádio Governador Magalhães Pinto, ausgetragen.
| Pl. | Verein           | Sp. | S | U | N | Tore    | Diff. | Punkte |
| --- | ---------------- | --- | - | - | - | ------- | ----- | ------ |
| 1.  | Atlético Mineiro | 6   | 3 | 1 | 2 | 012:800 | +4    | 10     |
| 2.  | Cruzeiro EC      | 6   | 3 | 1 | 2 | 012:900 | +3    | 10     |
| 3.  | América Mineiro  | 6   | 2 | 1 | 3 | 008:120 | −4    | 07     |
| 4.  | Villa Nova AC    | 6   | 1 | 3 | 2 | 003:600 | −3    | 06     |

|  | Qualifiziert für das Halbfinale |

| Spiel       | Datum       | Heimmannschaft   | Ergebnis | Gastmannschaft   |
| ----------- | ----------- | ---------------- | -------- | ---------------- |
| 1. Spieltag | 28. Februar | Cruzeiro EC      | 0:2      | Villa Nova AC    |
| 1. Spieltag | 28. Februar | Atlético Mineiro | 4:0      | América Mineiro  |
| 2. Spieltag | 6. März     | Atlético Mineiro | 2:3      | Cruzeiro EC      |
| 2. Spieltag | 6. März     | América Mineiro  | 2:0      | Villa Nova AC    |
| 3. Spieltag | 14. März    | Villa Nova AC    | 0:3      | Atlético Mineiro |
| 3. Spieltag | 14. März    | Cruzeiro EC      | 3:4      | América Mineiro  |
| 4. Spieltag | 17. März    | Villa Nova AC    | 1:1      | Cruzeiro EC      |
| 4. Spieltag | 17. März    | América Mineiro  | 2:3      | Atlético Mineiro |
| 5. Spieltag | 21. März    | Atlético Mineiro | 0:0      | Villa Nova AC    |
| 5. Spieltag | 21. März    | Cruzeiro EC      | 2:0      | América Mineiro  |
| 6. Spieltag | 28. März    | Villa Nova AC    | 0:0      | América Mineiro  |
| 6. Spieltag | 28. März    | Cruzeiro EC      | 3:0      | Atlético Mineiro |

## Finalrunde

### Turnierplan
|  | Halbfinale | Halbfinale       | Halbfinale | Halbfinale | Halbfinale |  |  | Finale | Finale       | Finale | Finale | Finale |
|  |            |                  |            |            |            |  |  |        |              |        |        |        |
|  |            |                  |            |            |            |  |  |        |              |        |        |        |
|  |            | Atlético Mineiro | 1          |            |            |  |  |        |              |        |        |        |
|  |            | Cruzeiro EC      | 5          |            |            |  |  |        |              |        |        |        |
|  |            |                  |            |            |            |  |  |        | Cruzeiro EC  | 3      | 1      | 0      |
|  |            |                  |            |            |            |  |  |        | Vila Nova FC | 0      | 2      | 0      |
|  |            | Operário FC      | 1          | 0          |            |  |  |        |              |        |        |        |
|  |            | Vila Nova FC     | 2          | 5          |            |  |  |        |              |        |        |        |
|  |            |                  |            |            |            |  |  |        |              |        |        |        |

### Halbfinale
Im Halbfinale trafen zum einen die beiden besten Klubs aus der Gruppe C aufeinander. Somit war bereits seit Anfang des Turniers ein Klub aus Minas Gerais automatisch Teilnehmer am Finale. Außerdem wurde entschieden, dass der Sieger zwischen den Klubs in nur einem Spiel ermittelt werden. Die zweite Halbfinalpaarung zwischen den Siegern aus Gruppe A und B wurde in Hin- und Rückspiel entschieden.

#### Hinrunde
| Paarung        | Atlético Mineiro – Cruzeiro EC |
| Ergebnis       | 1:5 (1:3) |
| Datum          | 4. April 1999 |
| Stadion        | Estádio Governador Magalhães Pinto, Belo Horizonte                                                                                          |
| Zuschauer      | 27.129 |
| Schiedsrichter | Jorge dos Santos Travassos |
| Tore           | 0:1 2′ Valdo (CRU) 1:1 9′ Vladir (ATL) 1:2 25′ Marcelo Ramos (CRU) 1:3 38′ Alex Alves (CRU) 1:4 54′ Valdo (CRU) 1:5 79′ Paulo Isidoro (CRU) |

| Paarung  | Operário FC – Vila Nova FC    |
| Ergebnis | 1:2                           |
| Datum    | 14. April 1999                |
| Stadion  | Estádio José Fragelli, Cuiabá |
| Tore     | keine                         |

#### Rückrunde
| Paarung  | Vila Nova FC – Operário FC     |
| Ergebnis | 5:0                            |
| Datum    | 21. April 1999                 |
| Stadion  | Estádio Serra Dourada, Goiânia |
| Tore     | keine                          |

### Finale

#### Hinspiel
| Cruzeiro EC                                                           | Cruzeiro EC | Vila Nova FC | Vila Nova FC |
| --------------------------------------------------------------------- | --- | --- | ------------ |
| Cruzeiro EC                                                           | \| 28. April 1999 in Belo Horizonte (Estádio Governador Magalhães Pinto) \| \| Ergebnis: 3:0 (2:0) \| \| Zuschauer: 7.689 \| \| Schiedsrichter: Alfredo dos Santos Loebeling ( São Paulo) \|                                    | \| 28. April 1999 in Belo Horizonte (Estádio Governador Magalhães Pinto) \| \| Ergebnis: 3:0 (2:0) \| \| Zuschauer: 7.689 \| \| Schiedsrichter: Alfredo dos Santos Loebeling ( São Paulo) \|     | Vila Nova FC |
| Cruzeiro EC                                                           | Maizena – Evanilson, João Carlos, Marcelo Djian, Tércio Machado – Donizete Oliveira, Ricardinho, Valdo, Paulo Isidoro – Alex Alves , Marcelo Ramos Reserve Geovanni , Jefferson Marques , Marcos Paulo Cheftrainer: Levir Culpi | Harlei – Moisés, Wladimir, Leonardo Valença, Cleber Goiano – Cacá , Verona , Donizete, Anderson Barbosa – Celsinho , Luizão Reserve Luciano Santos , Sabino , Reinaldo Aleluia Cheftrainer: Tata | Vila Nova FC |
| Cruzeiro EC                                                           | 1:0 7′ Paulo Isidoro 2:0 17′ Marcelo Ramos 3:0 51′ Alex Alves | | Vila Nova FC |
| 28. April 1999 in Belo Horizonte (Estádio Governador Magalhães Pinto) | | |              |
| Ergebnis: 3:0 (2:0)                                                   | | |              |
| Zuschauer: 7.689                                                      | | |              |
| Schiedsrichter: Alfredo dos Santos Loebeling ( São Paulo)             | | |              |

#### Rückspiel
| Vila Nova FC                                   | Vila Nova FC | Cruzeiro EC | Cruzeiro EC |
| ---------------------------------------------- | --- | --- | ----------- |
| Vila Nova FC                                   | \| 5. Mai 1999 in Goiânia (Estádio Serra Dourada) \| \| Ergebnis: 2:1 (0:0) \| \| Zuschauer: 6.221 \| \| Schiedsrichter: Jorge Rabelo Rio de Janeiro \|                                           | \| 5. Mai 1999 in Goiânia (Estádio Serra Dourada) \| \| Ergebnis: 2:1 (0:0) \| \| Zuschauer: 6.221 \| \| Schiedsrichter: Jorge Rabelo Rio de Janeiro \|                                                      | Cruzeiro EC |
| Vila Nova FC                                   | Enival – Moisés, Luisão, Leonardo Valença, Cleber Goiano – Carlos Eduardo , Verona, Donizete , Anderson Barbosa – Luciano Santos , Sabino Reserve Cacá , Reinaldo Aleluia , Tim Cheftrainer: Tata | Maizena – Evanilson, João Carlos , Marcelo Djian, André Luiz – Donizete Oliveira, Djair, Valdo, Paulo Isidoro – Müller , Alex Alves Reserve Gustavo , Ricardinho , Arnaldo Espínola Cheftrainer: Levir Culpi | Cruzeiro EC |
| Vila Nova FC                                   | 1:0 79′ Anderson 2:0 84′ Tim | 2:1 92′ Alex Alves | Cruzeiro EC |
| 5. Mai 1999 in Goiânia (Estádio Serra Dourada) | | |             |
| Ergebnis: 2:1 (0:0)                            | | |             |
| Zuschauer: 6.221                               | | |             |
| Schiedsrichter: Jorge Rabelo Rio de Janeiro    | | |             |

#### Entscheidungsspiel
| Vila Nova FC                                    | Vila Nova FC | Cruzeiro EC | Cruzeiro EC |
| ----------------------------------------------- | --- | --- | ----------- |
| Vila Nova FC                                    | \| 12. Mai 1999 in Goiânia (Estádio Serra Dourada) \| \| Ergebnis: 0:0 \| \| Zuschauer: 10.652 \| \| Schiedsrichter: Flávio de Carvalho ( São Paulo) \|                                            | \| 12. Mai 1999 in Goiânia (Estádio Serra Dourada) \| \| Ergebnis: 0:0 \| \| Zuschauer: 10.652 \| \| Schiedsrichter: Flávio de Carvalho ( São Paulo) \|                                                  | Cruzeiro EC |
| Vila Nova FC                                    | Enival – Moisés, Wladimir, Leonardo Valença, Cleber Goiano – Carlos Eduardo , Verona, Donizete , Anderson Barbosa – Cacá, Rômulo Reserve Luciano Santos , Tim , Reinaldo Aleluia Cheftrainer: Tata | Maizena – Evanilson, João Carlos, Marcelo Djian, Tércio Machado – Donizete Oliveira, Marcos Paulo, Ricardinho, Valdo – Paulo Isidoro , Marcelo Ramos Reserve Gustavo , Geovanni Cheftrainer: Levir Culpi | Cruzeiro EC |
| 12. Mai 1999 in Goiânia (Estádio Serra Dourada) | | |             |
| Ergebnis: 0:0                                   | | |             |
| Zuschauer: 10.652                               | | |             |
| Schiedsrichter: Flávio de Carvalho ( São Paulo) | | |             |